# پری منصوری
پری منصوری (زادهٔ ۱۳۱۴ – درگذشتهٔ ۲۲ فروردین ۱۳۹۹) نویسنده و مترجم ایرانی بود.

## زندگی
منصوری کیانوش متولد سال ۱۳۱۴ خورشیدی بود. او در دانشگاه تهران در رشته ادبیات انگلیسی و مطالعات اجتماعی تحصیل کرد. نخستین اثرش، ترجمه کتاب "مادام کور|" اثر آلیس ثورن در سال ۱۳۴۲ منتشر شد و جایزه بهترین کتاب ترجمه سال ایران را برد. او حدود بیست سال به تدریس زبان انگلیسی در مدارس ایران مشغول بود تا اینکه در سال ۱۳۵۴ به اتفاق فرزندان و همسرش محمود کیانوش، نویسنده و شاعر، به انگلستان مهاجرت کرد. پری منصوری ترجمه آثاری از ایوان تورگینف، ژول ورن، جرج الیوت، ادیت نسبیت و آندره موروا به فارسی را در کارنامه دارد. او چند اثر به فارسی و انگلیسی در ایران و بریتانیا منتشر کرد. رمان «بالاتر از عشق» و مجموعه داستان «نه، خواب نمی‌دیدم» (انتشارات توکا). «باران بهاری» (داستان‌های کوتاه از نویسندگان جهان - انتشارات آبانگاه-۱۳۸۱) و «روزی از روزهای زندگی» نوشته مانلیو آرگه تا(نشر مروارید-۱۳۸۴) نیز از ترجمه‌های او است.
منصوری در دهه‌های ۱۳۴۰ تا ۱۳۸۰ کتاب‌های داستانی متعددی هم برای کودکان و نوجوانان ترجمه کرده و خودش نیز داستان‌هایی نوشته‌است. بچه‌های راه‌آهن نوشته ادیت نزبیت (انتشارات کانون پرورش فکری کودکان و نوجوانان-۱۳۵۵) که بر اساس آن فیلمی نیز ساخته و در تلویزیون ایران هم پخش شده‌است از معروف‌ترین ترجمه‌های او است و چندین بار تجدید چاپ شده‌است. منصوری بیش از ۱۰ سال بود که از بیماری رنج می‌برد و به همین دلیل او و محمود کیانوش نمی‌توانستند به ایران بیایند. در سال‌های اخیر ترجمه کتاب "روزی از روزهای زندگی" نوشته مانلیو آرگه‌تا، نویسنده السالوادوری از منصوری در ایران منتشر شده‌است. او ۲۲ فروردین ۱۳۹۹ در سن ۸۴ سالگی در لندن درگذشت.